# 5888 Ruders
5888 Ruders este o planetă minoră (asteroid) din centura de asteroizi. A fost descoperită pe 7 noiembrie 1978 la Observatorul Palomar de Eleanor F. Helin și a fost numită după Poul Ruders⁠(d). 
Obiectul prezintă o orbită caracterizată de o semiaxă mare de 2,8349486 UAi, o excentricitate de 0,1, o înclinație de 1,25115 ° în raport cu ecliptica.